# Iberis pectinata
Iberis pectinata är en korsblommig växtart som beskrevs av Pierre Edmond Boissier. Enligt Catalogue of Life ingår Iberis pectinata i släktet iberisar och familjen korsblommiga växter, men enligt Dyntaxa är tillhörigheten istället släktet iberisar och familjen korsblommiga växter. Arten förekommer tillfälligt i Sverige, men reproducerar sig inte. Inga underarter finns listade i Catalogue of Life.

## Bildgalleri

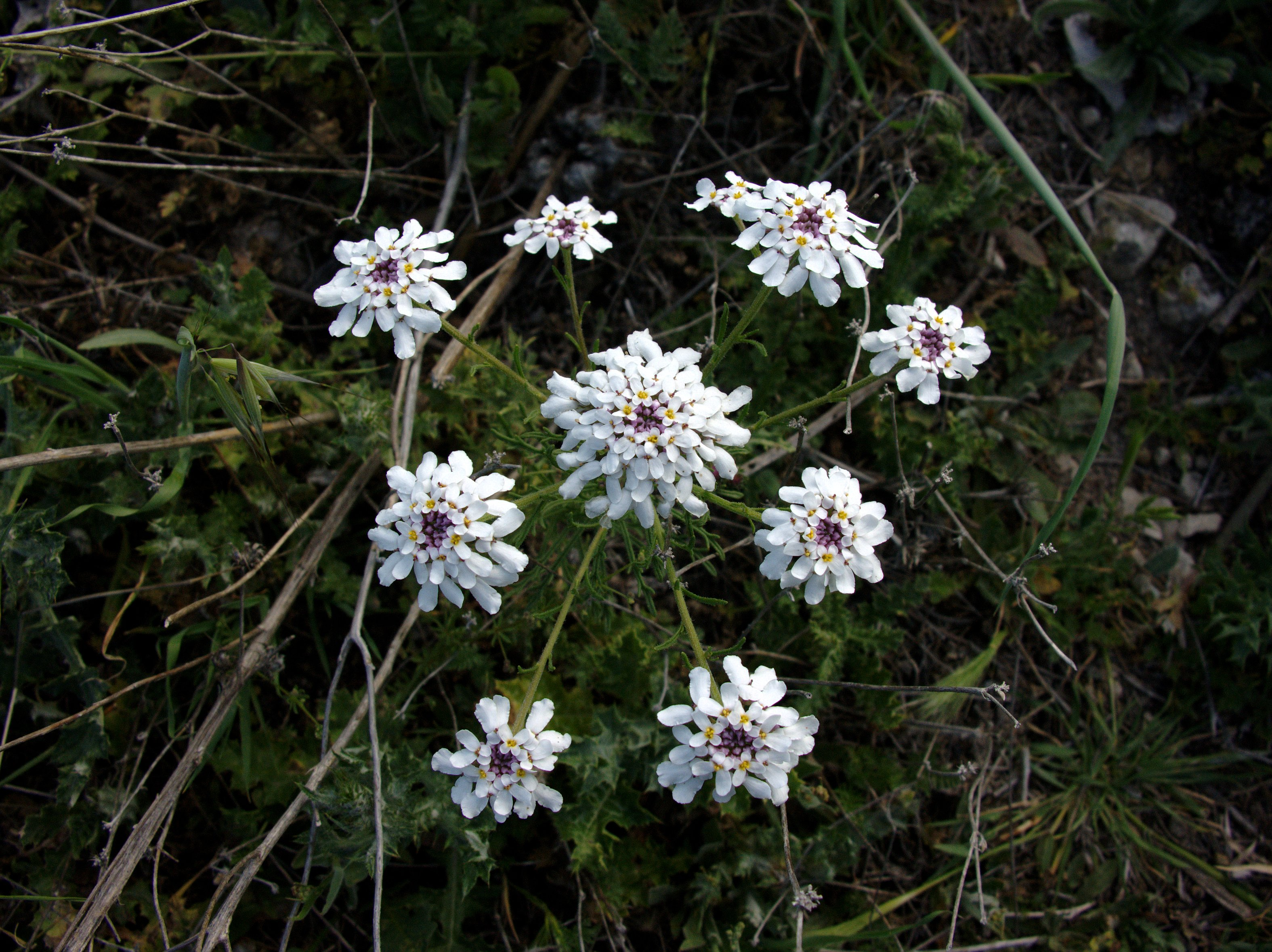
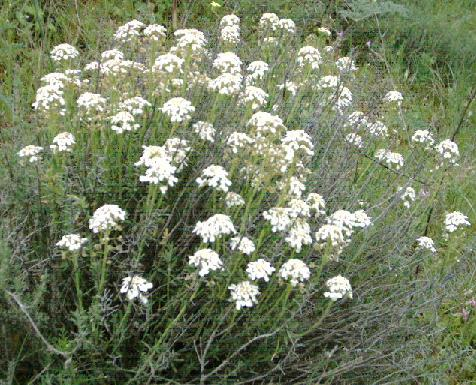